# ドリームチーム (バスケットボール)

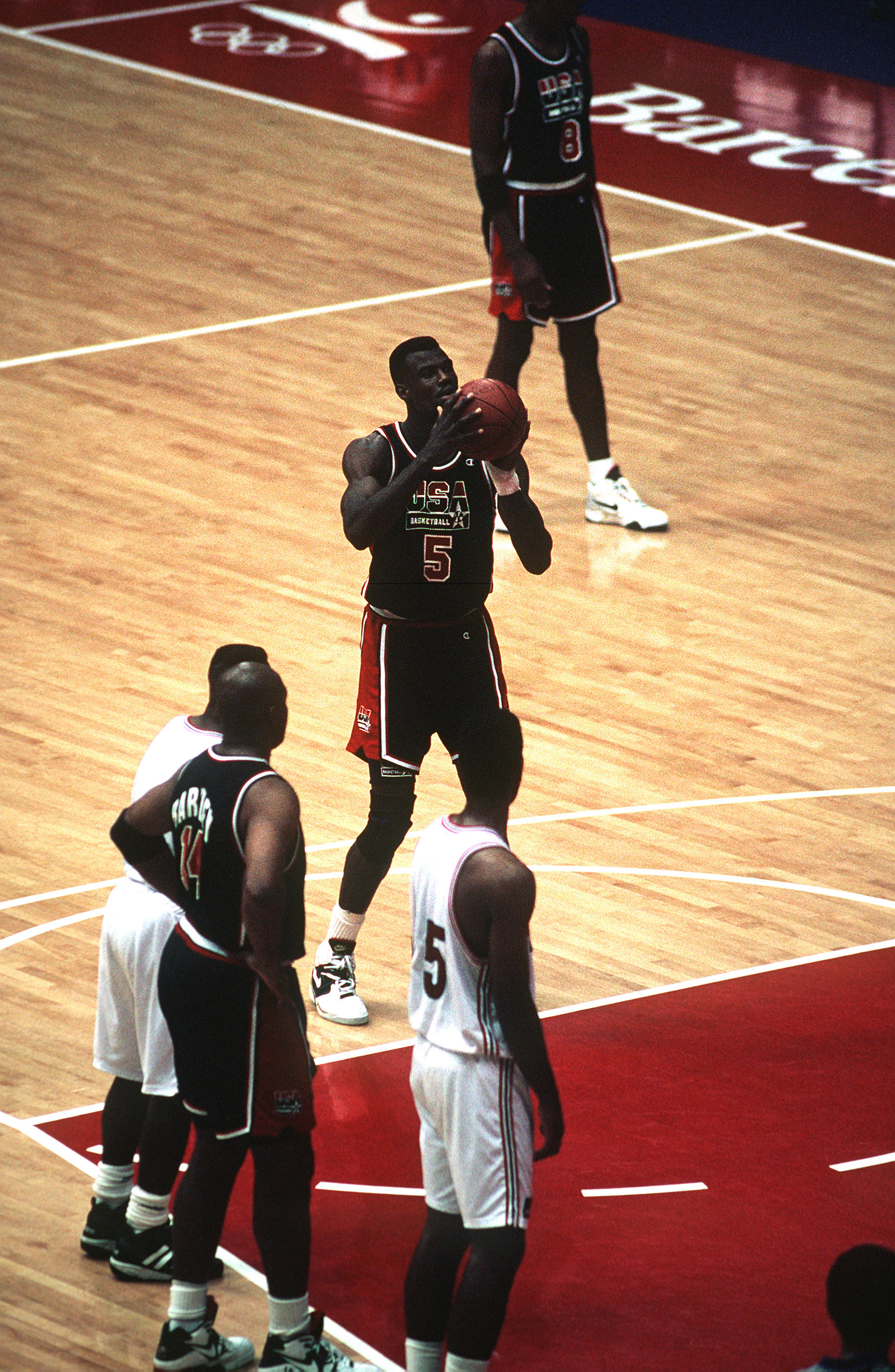
1992年8月4日。対プエルトリコ戦でフリースローを行うデビッド・ロビンソン。

ドリームチーム（英語: Dream Team、"夢のチーム"）は、1992年夏に開催されたバルセロナオリンピックに出場したバスケットボール男子アメリカ合衆国代表のニックネームである。現役のNBA選手が代表入りした最初のナショナルチームであり、唯一の大学生であったクリスチャン・レイトナーを除く選出メンバー全員がバスケットボール殿堂入りを果たしている。
ESPNはNBA史上屈指のスタープレイヤー達で編成されたこのチームを史上最高のスポーツチームと位置付けた。ネイスミス・メモリアル・バスケットボール殿堂は「この世のバスケットボールの才能の最高のコレクション」と評した。オリンピック本選では平均で44得点差を付け、決勝戦ではクロアチアを破って金メダルを獲得した。

## チームの編成
1988年のソウルオリンピックでは、大学のスター選手でバスケットボール男子アメリカ合衆国代表が編成されたが、銅メダルに終わった。敗北の結果、オリンピックに出場するナショナルチームにプロ選手も参加するのを容認する声が日増しに高まっていった。国際バスケットボール連盟（FIBA）の会長を務めるボリスラヴ・スタンコヴィッチもプロ参加容認案の主唱者であった。アメリカ合衆国とソビエト連邦が反対票を投じたものの、1989年4月にこの提案に対する合意が成立した。
チームが文化的現象になることを予見していなかったNBA側は当初は1992年のバルセロナオリンピックに出場する選手の派遣に消極的であった。スポーツ・イラストレイテッド誌は1991年2月18日号の表紙において、次の年のバルセロナオリンピックに出場するために編成されるバスケットボール男子アメリカ合衆国代表チームを「ドリームチーム」と呼んだ。
ドリームチームの最初の10選手は1991年9月21日に全国放送のテレビで発表された。シカゴ・ブルズ所属のマイケル・ジョーダンとスコッティ・ピッペン、ユタ・ジャズ所属のジョン・ストックトンとカール・マローン、ロサンゼルス・レイカーズ所属のマジック・ジョンソン、ボストン・セルティックス所属のラリー・バード、ニューヨーク・ニックス所属のパトリック・ユーイング、ゴールデンステート・ウォリアーズ所属のクリス・マリン、サンアントニオ・スパーズ所属のデビッド・ロビンソン、フィラデルフィア76ers所属のチャールズ・バークレーであった。大半がNBAで最盛期を迎えているか、またはそれに近い選手達であった。デビッド・ロビンソンはソウルオリンピックにも出場しており、バルセロナでチームが金メダルを獲得することを熱望していた。マジック・ジョンソンは2か月後の11月7日に自身のHIV感染を理由として現役引退を表明したが、後に健康状態が良好であったためドリームチームの一員として遠征に加わった（さらにこの後NBAにおいても現役復帰を果たす。本人記事を参照）。1984年にロサンゼルスオリンピックの代表に選出され、試合にも出場したパトリック・ユーイング、マイケル・ジョーダン、クリス・マリンは金メダルを獲得していたが、マローンはこの時に選出されておらず、2度目のチャンスで選出された。
最後のプロ選手1人の枠に最終選考まで残ったのはポートランド・トレイルブレイザーズ所属のクライド・ドレクスラーとデトロイト・ピストンズ所属のアイザイア・トーマスであった。1992年5月12日にドレクスラーはデューク大学に通うクリスチャン・レイトナーと一緒にドリームチームのメンバーに追加された。

## 試合内容

### 練習試合
1992年6月24日にカリフォルニア州ラホヤでドリームチームと大学生選抜チームの練習試合が行われたが、54対62でドリームチームが敗戦した。アシスタントコーチを務めたマイク・シャシェフスキーが後に明かしたところによると、ジョーダンは意図的にプレー時間を制限され、適切な交代選手も配置しなかった。彼はドキュメンタリー番組の中で代表ヘッドコーチのチャック・デイリーが選手達に無敵ではないことを伝えるために敗戦を望み、「勝負を投げた」と発言している。翌日に両チームは再戦し、ドリームチームは圧勝した。大学生選抜チームの選手の何人かはその後にジョーダンが宿泊しているホテルの部屋を訪問し、記念の品とするために彼の私物を求めた。

### アメリカ大陸予選
ドリームチームは1992年6月28日、オレゴン州ポートランドで行われたバルセロナオリンピックのアメリカ大陸予選の試合で国際試合デビューを果たした。対戦したキューバを136対57で破り、敗戦監督のミゲル・カルデロン・ゴメスをして「太陽を指一本で遮ることは出来ない」と言わしめた。
この後の5試合でも相手を寄せ付けず、最後の7月5日の試合ではベネズエラ相手に127対80で勝利を収めて予選を突破した。

### バルセロナオリンピック
ドリームチームは6日間の合宿でモナコに滞在した。この期間で1日2時間の練習や他のナショナルチームとの対戦をこなす一方で、ヌードビーチやモンテカルロのカジノで遊び、王族と食事を共にするという貴重な体験もした。チャック・デイリーは門限を定めなかった。
ドリームチームはオリンピック期間中はセキュリティ上の懸念から、選手村に宿泊する他のオリンピック参加選手と違い、バルセロナ市内にある高級ホテルに宿泊した。チャールズ・バークレーはチームがテロリストの一味から殺害の脅迫を受けていたと回想している。ファンは選手達を熱狂的に迎えた。デイリーが「まるでエルヴィス（エルヴィス・プレスリー）とビートルズがユニットを組んだかのようだ」と形容するほどの騒ぎであった。対戦チームのバスケットボール選手や他競技選手達から頻繁に、撮影する記念写真に一緒に映るように頼まれた。
オリンピック本選でも、ドリームチームは対戦相手を圧倒した。出場した全試合で100得点以上を稼ぐという史上初の記録を打ち立てた。その平均117.3得点は1960年のローマオリンピックに出場したアメリカチームよりも15点以上多かった。最初の対戦相手となったアンゴラのエルランデル・コインブラは「連中は次元が違っていた。遥か彼方の、銀河に存在していた」と対戦時に受けた衝撃を述懐している。
デイリーは全ての試合でジョーダンを先発させた。また、ジョンソンは膝の問題が原因で2試合を欠場し、出場した6試合のうち5試合に先発した。1試合平均18.0得点を叩き出したバークレーはオリンピック期間中のドリームチームの得点王であった。
決勝戦はクロアチアとの再戦となったが、ドリームチームは117対85で勝利した。クロアチアはユーゴスラビアから分離して以来、独立国家として初の参加であったが、ドリームチームは前半に一時的に23対25とリードを奪われた。ところが、その後に逆転して大会8試合中で最小得点差の勝利ながら、最終的に32得点差を付けた。

## 後世の評価
バルセロナオリンピックにおけるドリームチームの活躍が契機となり、バスケットボールの世界的な人気は高まっていった。また、MLBやNFLの一流選手に常にドーピングの疑惑が付き纏うのに対して、NBAがドーピング検査の厳しいオリンピックに一流選手を派遣したことで「バスケは薬物と無縁な健全なスポーツ」というイメージが世間一般に浸透してバスケットボール競技人口の爆発的な増加をもたらした。国際オリンピック委員会（IOC）会長を務めたフアン・アントニオ・サマランチも「我々が世界最高峰のバスケットボールを目にしてきたように、（バルセロナの）大会における最も重要な側面はバスケットボール競技が大成功を収めたことである」と述べている。これ以降、NBAのアメリカ合衆国外出身選手の数が急激に増加した。NBAには1991-92年シーズンの開幕時に18か国出身者からなる23人の国外選手が存在していたが、2011-12年シーズンの開幕時にはその数が35か国からなる74人に増加した。
スポーツ・イラストレイテッド誌は2012年にドリームチームは「間違いなく、これまでに編成されたあらゆるスポーツチームの中でも最も支配的であった」と述べ、
ジョニー・キャッシュの『アット・フォーサム・プリズン』、オールマン・ブラザーズ・バンドの『フィルモア・イースト・ライヴ』、ウッドストック・フェスティバルにおけるサンタナをその比較対象として挙げた。
ドリームチームは2010年にネイスミス・メモリアル・バスケットボール殿堂に選出された。2012年までにドリームチームの選手12人のうち11人が個人でも殿堂入りを果たしている。
コービー・ブライアントとレブロン・ジェームズは2012年のロンドンオリンピックに出場したアメリカ合衆国代表チームはドリームチームに勝利出来ると考えている。ブライアントは「（ドリームチームは）高齢の選手が多く、ほとんどがキャリアの終焉に向かっていた。我々は正しく若い競走馬ばかり、競争を熱望している連中達だ」と述べたが、このコメントを聞いたチャールズ・バークレーは「（ドリームチームは）二桁以上の得点差で勝てるよ」と嘲笑した。マイケル・ジョーダンも「忘れないでくれ、彼らは我々から学んでいる。我々は彼らから学んでいないんだ」と異議を唱えた。アメリカ合衆国大統領バラク・オバマまでが「私は92年のチームを楽しんだし、（ジョーダンが所属していた）ブルズファンだから、元祖ドリームチームを支持しないとね」とコメントした。

## 成績

### 1992年アメリカ大陸予選の結果
| 得点 | 失点 | 点差 | 対戦相手              |
| ---- | ---- | ---- | --------------------- |
| 136  | 57   | 79   | キューバ              |
| 105  | 61   | 44   | カナダ                |
| 112  | 52   | 60   | パナマ                |
| 128  | 87   | 41   | アルゼンチン          |
| 119  | 81   | 38   | プエルトリコ          |
| 127  | 80   | 47   | ベネズエラ · (決勝戦) |

### 1992年アメリカ大陸予選の選手成績
| 選手名                   | GP | FGM | FGA | FG%  | 3PM | 3PA | 3P%  | FTM | FTA | FT%  | REB/AVG | PTS/AVG | AST | BLK | STL |
| ------------------------ | -- | --- | --- | ---- | --- | --- | ---- | --- | --- | ---- | ------- | ------- | --- | --- | --- |
| チャールズ・バークレー   | 6  | 34  | 58  | .586 | 2   | 5   | .400 | 28  | 33  | .848 | 40/6.7  | 98/16.3 | 10  | 1   | 12  |
| ラリー・バード           | 2  | 8   | 11  | .727 | 3   | 4   | .750 | 0   | 0   | .000 | 7/3.5   | 19/9.5  | 2   | 0   | 3   |
| クライド・ドレクスラー   | 5  | 27  | 39  | .692 | 5   | 11  | .455 | 10  | 12  | .833 | 13/2.6  | 69/13.8 | 33  | 2   | 5   |
| パトリック・ユーイング   | 5  | 27  | 43  | .628 | 0   | 0   | .000 | 5   | 8   | .625 | 26/5.2  | 59/11.8 | 2   | 10  | 6   |
| マジック・ジョンソン     | 6  | 19  | 34  | .559 | 3   | 9   | .333 | 17  | 20  | .850 | 25/4.2  | 58/9.7  | 54  | 0   | 7   |
| マイケル・ジョーダン     | 6  | 29  | 53  | .547 | 9   | 23  | .391 | 9   | 12  | .750 | 23/3.8  | 76/12.7 | 30  | 5   | 11  |
| クリスチャン・レイトナー | 6  | 18  | 31  | .581 | 3   | 7   | .429 | 5   | 8   | .625 | 16/2.7  | 44/7.3  | 2   | 0   | 3   |
| カール・マローン         | 6  | 33  | 53  | .623 | 0   | 0   | .000 | 23  | 39  | .590 | 35/5.8  | 89/14.8 | 9   | 4   | 5   |
| クリス・マリン           | 6  | 31  | 49  | .633 | 15  | 30  | .500 | 9   | 14  | .643 | 18/3.0  | 86/14.3 | 14  | 1   | 9   |
| スコッティ・ピッペン     | 6  | 20  | 30  | .667 | 2   | 6   | .333 | 6   | 9   | .667 | 26/4.3  | 48/8.0  | 37  | 2   | 8   |
| デビッド・ロビンソン     | 6  | 32  | 42  | .762 | 0   | 0   | .000 | 7   | 13  | .538 | 32/5.3  | 71/11.8 | 5   | 11  | 5   |
| ジョン・ストックトン     | 2  | 5   | 6   | .833 | 0   | 1   | .000 | 0   | 0   | .000 | 1/0.5   | 10/5.0  | 12  | 0   | 1   |

### 1992年オリンピックの結果
| 得点 | 失点 | 対戦相手                        | 点差 |
| ---- | ---- | ------------------------------- | ---- |
| 116  | 48   | アンゴラ                        | 68   |
| 103  | 70   | クロアチア                      | 33   |
| 111  | 68   | ドイツ                          | 43   |
| 127  | 83   | ブラジル                        | 44   |
| 122  | 81   | スペイン                        | 41   |
| 115  | 77   | プエルトリコ                    | 38   |
| 127  | 76   | リトアニア                      | 51   |
| 117  | 85   | クロアチア · (金メダル獲得試合) | 32   |

### 1992年オリンピックの選手成績
| 選手名                   | GP | GS | FGM | FGA | FG%  | 3PM | 3PA | 3P%  | FTM | FTA | FT%  | PPG  | RPG | APG |
| ------------------------ | -- | -- | --- | --- | ---- | --- | --- | ---- | --- | --- | ---- | ---- | --- | --- |
| チャールズ・バークレー   | 8  | 4  | 59  | 83  | .711 | 7   | 8   | .875 | 19  | 26  | .731 | 18.0 | 4.1 | 2.4 |
| ラリー・バード           | 8  | 3  | 25  | 48  | .521 | 9   | 27  | .333 | 8   | 10  | .800 | 8.4  | 3.8 | 1.8 |
| クライド・ドレクスラー   | 8  | 3  | 37  | 64  | .578 | 6   | 21  | .286 | 4   | 10  | .400 | 10.5 | 3.0 | 3.6 |
| パトリック・ユーイング   | 8  | 4  | 33  | 53  | .623 | 0   | 0   | .000 | 10  | 16  | .625 | 9.5  | 5.3 | 0.4 |
| マジック・ジョンソン     | 6  | 5  | 17  | 30  | .567 | 6   | 13  | .462 | 8   | 10  | .800 | 8.0  | 2.3 | 5.5 |
| マイケル・ジョーダン     | 8  | 8  | 51  | 113 | .451 | 4   | 19  | .211 | 13  | 19  | .684 | 14.9 | 2.4 | 4.8 |
| クリスチャン・レイトナー | 8  | 0  | 9   | 20  | .450 | 2   | 6   | .333 | 18  | 20  | .900 | 4.8  | 2.5 | 0.4 |
| カール・マローン         | 8  | 4  | 40  | 62  | .645 | 0   | 0   | .000 | 24  | 32  | .750 | 13.0 | 5.3 | 1.1 |
| クリス・マリン           | 8  | 2  | 39  | 63  | .619 | 14  | 26  | .538 | 11  | 14  | .786 | 12.9 | 1.6 | 3.6 |
| スコッティ・ピッペン     | 8  | 3  | 28  | 47  | .596 | 5   | 13  | .385 | 11  | 15  | .733 | 9.0  | 2.1 | 5.9 |
| デビッド・ロビンソン     | 8  | 4  | 27  | 47  | .574 | 0   | 0   | .000 | 18  | 26  | .692 | 9.0  | 4.1 | 0.9 |
| ジョン・ストックトン     | 4  | 0  | 4   | 8   | .500 | 1   | 2   | .500 | 2   | 3   | .667 | 2.8  | 0.3 | 2.0 |